# Roman Neustädter
Roman Pietrowicz Neustädter (ros. Роман Петрович Нойштедтер; ur. 18 lutego 1988 w Dniepropetrowsku) – rosyjski piłkarz niemieckiego pochodzenia, występujący na pozycji obrońcy w belgijskim klubie KVC Westerlo. Jest synem Petera Neustädtera, byłego gracza m.in. CSKA Moskwa, Karlsruher SC oraz 1. FSV Mainz 05.

## Kariera klubowa
Przodkowie Neustädtera byli Niemcami nadwołżańskimi. Jego matka jest rodowitą Rosjanką, a on sam urodził się w Dniepropetrowsku, ZSRR, gdy jego ojciec grał dla tamtejszego FK Dnipro. Wychowywał się z matką oraz dziadkami, na terenie dzisiejszego Kirgistanu, podczas gdy jego ojciec był zawodowym piłkarzem. W wieku 4 lat emigrował z rodziną do Niemiec. W 1994 roku rozpoczął treningi w 1. FSV Mainz 05. W 2006 roku został przesunięty do rezerw tego klubu. W październiku 2008 został włączony do pierwszej drużyny Mainz. 29 października 2008 w wygranym 1:0 meczu z SC Freiburg zadebiutował w 2. Bundeslidze. W sezonie 2008/2009 zajął z klubem 2. miejsce w lidze i awansował z nim do Bundesligi. Potem odszedł z klubu. W Mainz zagrał w sumie w 16 ligowych meczach.
Latem 2009 podpisał kontrakt z pierwszoligową Borussią Mönchengladbach. W jej barwach zadebiutował 16 sierpnia 2009 w wygranym 2:1 ligowym meczu z Herthą Berlin.
W lipcu 2012, na zasadzie wolnego transferu, został piłkarzem FC Schalke 04. Z Die Knappen podpisał, pół roku wcześniej, ważny do 30 czerwca 2016 kontrakt.
6 lipca 2016, po odrzuceniu oferty nowego kontraktu, podpisał kontrakt z tureckim Fenerbahçe SK.
9 sierpnia 2019 podpisał roczny kontrakt z rosyjskim Dinamo Moskwa.

## Kariera reprezentacyjna
Ze względu na swoje pochodzenie i miejsce urodzenia, w rozgrywkach międzynarodowych mógł reprezentować Kazachstan, Kirigistan, Niemcy, Rosję lub Ukrainę.
W 2008 roku Neustädter rozegrał 2 spotkania i zdobył jedną bramkę w reprezentacji Niemiec U-20, a w 2009 roku zadebiutował w kadrze U-21. 14 listopada 2012 zadebiutował w dorosłej reprezentacji w zremisowanym 0:0 towarzyskim meczu z Holandią.
21 maja 2016 roku został powołany do 23-osobowej grupy reprezentacji Rosji na mecze Mistrzostw Europy 2016. 25 maja 2016 wszedł w życie dekret nadający mu rosyjskie obywatelstwo, a 30 maja odebrał rosyjski paszport. 1 czerwca 2016 zadebiutował w kadrze Rosji w przegranym 1:2 meczu towarzyskim z Czechami po zmianie w 64. minucie.